# كندة (قبيلة)

كِندة قبيلة عربية قديمة يعود ذكرها في نصوص المسند السبئية للقرن الثاني الميلادي. وعُرفت هذه القبيلة في كتب التراث باسم «كندة الملوك» قامت مملكة كندة في نجد لتأمين الطريق التجارية. تاريخ مملكتهم «الجاهلية» يشوبه الكثير من الغموض فقد تحدث عنه الإخباريون واكتشفت كتابات عديدة في قرية الفاو مكتوبة بخط المسند القديم. اعتنقوا الإسلام في القرن السابع الميلادي وكانوا ممن وفد على النبي محمد ﷺ في عام الوفود واشتركوا في الفتوحات الإسلامية ونزل كثير منهم الشام والعراق وشمال أفريقيا وأقاموا أربع دول في الأندلس.

## الأصول
وفقا للنسابة والإخباريين، فقد اختلفوا في نسب كندة على عدة أقوال منها:
- كندة وهو عمير بن عدي بن الحارث بن مُرة بن أدد بن زيد بن يشجب بن عريب بن مالك بن زيد بن كهلان، وهو قول وهب بن منبه.[4]
- كندة وهو ثور بن مرتع بن مالك بن زيد بن كهلان، وهو قول ابن إسحاق ودعبل الخزاعي وابن قتيبة.[5][6][7]
- كندة واسمه عفير بن ثور بن عدي بن الحارث بن مرة بن أدد بن زيد بن عمرو ابن عريب بن مالك بن زيد بن كهلان، وهو قول نشوان الحميري.[8]
- كندة واسمه ثور بن عفير بن عدي بن الحارث بن مرة بن أدد بن زيد بن عمرو بن عريب بن زيد بن كهلان، وهو قول ابن الكلبي وابن حزم.[9][10]
- كندة وهو ثور بن عفير بن جنادة بن معد بن عدنان، وهو قول أبو عبيد الله البكري.[11]
- كندي (كندة) بن ثور بن عفير بن معاوية بن حيده بن معد بن عدنان وهو قول البلاذري[12]

وأم كندة من كهلان، قال ابن الكلبي: « أَسمْاءُ بنت مَالِك بن الحَارِث أبن مُرَّة». ولكن هناك اعتقاد غالب عند علماء العصر الحديث أن سلالات الأنساب العربية إلى قحطان وعدنان مختلقة وخيالية، وتعكس صراعا سياسياً أكثر من أي شيء آخر.
أقدم النصوص المسندية التي تشير إلي كندة، أشارت أنهم كانوا ملوكاً في قرية الفاو منذ القرن الثاني الميلادي.يلاحظ في أحد النصوص السبئية وصف ملك كندة أنه من "آل ثور"، وثور هذا هو جد قبيلة كندة في كتابات النسابة والإخباريين. كانت قبيلة مذحج تشارك كندة في مواطنها، ويبدو أنهم كانوا يتداولون الملك فيما بينهم في المرحلة المبكرة باسم قحطان.

## التاريخ

### التاريخ القديم
أقام جزء من كندة يدعى «آل ثور» مملكة تابعة لمملكة سبأ القديمة مهمتها تأمين طريق من الطرق التجارية المتوجهة من اليمن نحو شرق الجزيرة العربية وبلاد الرافدين وليكونوا حاجزاً بين مملكة سبأ وأعراب شبه الجزيرة العربية. انفرط الحلف عقب سقوط سبأ بيد قبيلة همدان وانضم الكنديون لمملكة حمير وكانت علاقتها قوية ومتينة بمذحج. انتهت الحرب بانتصار حاسم لحمير واستمرت كندة تؤدي دورها القديم حتى سقوط حمير عام 525 ـ 527. تحالفت بعدها مع بيزنطة وتفككت مملكتهم عقب مقتل الحارث بن عمرو الكندي، الجد الأول للشاعر امرؤ القيس، وقد ذُكر جده في الكتابات البيزنطية الكلاسيكية المتأخرة. وبقيت لهم مشيخة على دومة الجندل برئاسة أكيدر بن عبد الملك سقطت بظهور الإسلام.

### بعد الإسلام
أسلمت كندة في العام التاسع للهجرة وكانوا ممن وفد في عام الوفود. وفدت كل قبيلة كِندية على حدة بسبب الانقسامات الحادة التي كانت بينهم والتي استمرت بينهم إلى أيام بني أمية. ورد أن النبي محمد سأل العباس بن عبد المطلب أن يخرجه إلى السوق ليعرض دعوته على قبائل العرب. فقال العباس:
وفقا لهذه الرواية فإن القبيلة كانت تعظم المسجد الحرام بمكة قبيل الإسلام ولكن هناك دلائل أن أجزاء من بني كندة كانوا مسيحيين. ودلائل أثرية تشير إلى أنهم ربما قد كانوا يهوداً. قدم عليهم النبي وبعد أن عرفوا عن أنفسهم بأنهم من بني عمرو بن معاوية، سألهم أن: «تشهدوا أن لا إله إلا الله وتقيمون الصلاة وتؤمنون بما جاء من عند الله» فلم يعترضوا ولكنهم اشترطوا قائلين: «إن ظفرت تجعل لنا الملك من بعدك؟» فرد النبي أن «الملك لله يجعله حيث يشاء» فقالوا له: «الحق بقومك فلا حاجة لنا بك».
بعد فتح مكة، أرسل النبي معاذ بن جبل إلى أرض السكاسك والسكون. ورد أن الأشعث بن قيس زعيم بني الحارث بن جبلة امتنع عن دفع الزكاة وبين الإخباريين اختلاف كبير حول تفاصيل تلك المعارك ولكن الردة أو الامتناع عن دفع الزكاة حصرت فيهم واستغلت القبائل الكندية الأخرى الوضع لتهاجم الأشعث إلى جانب المسلمين مثل شرحبيل بن السمط الكندي والحصين بن النمير السكوني. وهٌزم الأشعث وخرج إلى القادسية غازيا على رأس ثلاث ألف مقاتل اشتركوا في يوم أرماث وأزالوا دروعهم لمواجهة الفرس وحملت كندة على الفرس ليلة الهرير كان بالقادسية ألفان من النخع وثلاثة آلاف من كندة وبجيلة نزل كثير من بنو معاوية الأكرمين الكوفة عام 17 للهجرة وأخضع الأشعث بن قيس التمرد الثاني لأذربيجان وولي عليها في خلافة عثمان بن عفان وقيل علي بن أبي طالب.

واشترك معاوية بن خديج التُجيّبي في معركة اليرموك سنة 15 للهجرة وفتح مصر سنة 20 وكان من وفد على عمر بن الخطاب بفتح الإسكندرية من السبي والأموال ونزل خلق كثير من بنو تجيب في الفسطاط واختطوا لهم خطة وغزا بن خديج أفريقية ثلاث مرات وغزا القيروان وكان أول مسلم يغزو صقلية وغزا النوبة وأُصيبت عينه فيها وتولى ولاية برقة ومصر وكان التُجيّبي أحد أربعة خططوا الفسطاط فتح شرحبيل بن السمط الكندي - وقيل أبوه - حمص ومعه المقداد بن الأسود وتولاها مدة عشرين سنة وكان من قسم المنازل فيها. وفي سنة عشرين للهجرة، غزا عبد الله بن قيس التراغمي الكندي الروم بإيعاز من معاوية بن أبي سفيان رغم أن عمر كان مترددا بشأن ذلك وتولى مالك بن الأغر بن عمرو التجيبي إمارة غزوة المغرب. كان شرحبيل بن السمط الكندي ومالك بن هبيرة الكندي في جيش الشام مع معاوية بن أبي سفيان بينما كان حجر بن عدي الكندي والأشعث بن قيس وعبد الرحمن بن محرز الكندي وغيرهم مع علي في جيش العراق. الأشعث بن قيس كان في أذربيجان حين مقتل عثمان بن عفان فأرسل إليه علي بن أبي طالب كتاباً يطالبه فيه بالبيعة فقال الأشعث في مجلسه أنه لاحق بمعاوية فاستنكر عليه جلساؤه ذلك حتى قدم على علي بن أبي طالب. كان الأشعث رئيسا على كندة وربيعة فعزله علي بن أبي طالب وعين مكانه حسان بن مخدوج الذهلي لتثاقل وتردد الأشعث. فغضب الأشعث بن قيس فأتاه حسان بن مخدوج الذهلي وقال: 
 فحز ذلك في نفوس زعامات القبائل اليمنية باستثناء سعيد بن قيس الهمداني. فقال عدي الطائي وزحر بن قيس الجعفي وهانئ بن عروة المرادي:
علم معاوية بن أبي سفيان بما حدث للأشعث وكان يريد استمالته فأنشد مالك بن هبيرة الكندي وهو أحد قادة جيوش معاوية شعرا يستفز فيه الأشعث قال فيه:

فلم يرد عليه الأشعث. فلما علم ابن مخدوج بقول ابن هبيرة الكندي حمل راية الرئاسة وركزها عند الأشعث وقال: «إن هذه الراية عظمت على علي وهي ولله أخف علي من زف النعام» وجُعل الأشعث على ميمنة جيش العراق في موقعة صفين. خلال المعركة أرسل معاوية بن أبي سفيان أخاه عتبة بن أبي سفيان إلى الأشعث بن قيس وقال له: «الق الأشعث بن قيس، فإنه إن رضي رضيت العامة»، فذهب عتبة إلى الأشعث وقال:

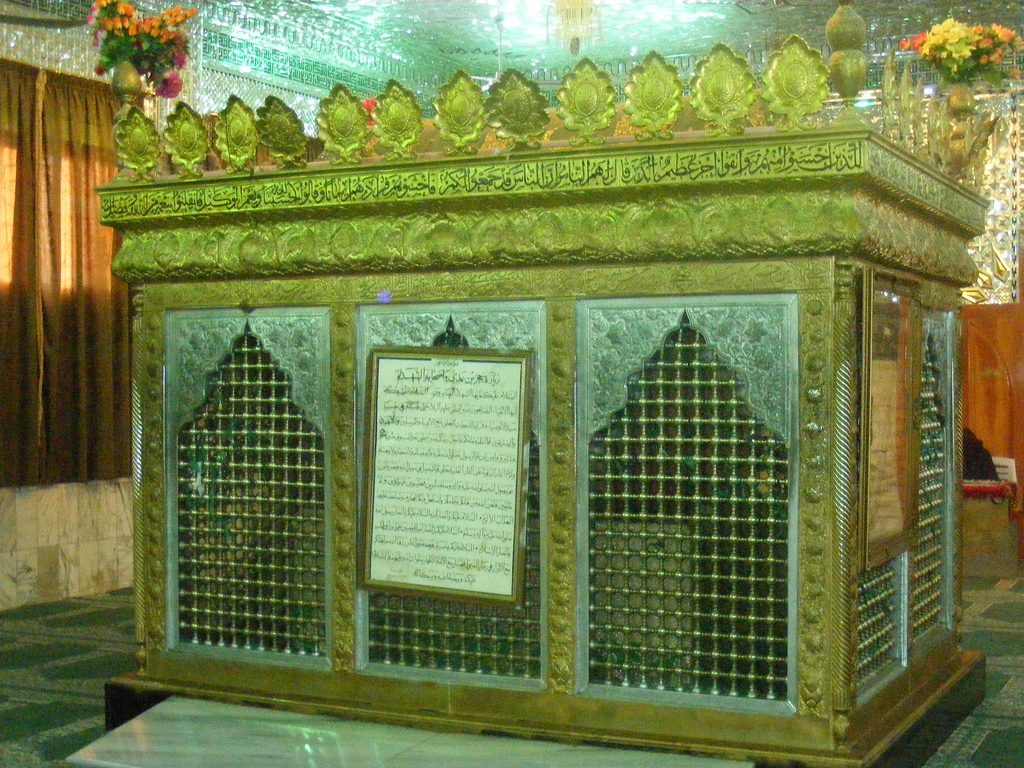
ضريح حجر بن عدي الكندي في عدرا بسورية قبل نبشه عام 2013

بعد مقتل علي أمر معاوية بن أبي سفيان بقتل حجر بن عدي الكندي ولم تجدي شفاعة مالك بن هبيرة الكندي (أحد قادة جيش الشام في معركة صفين) بحجة أن حُجراً كان رأس المعارضين والمسفهين لمعاوية وقال:
 ولكنه قبل شفاعته في أرقم بن عبد الله الكندي أثار مقتل حجر بن عدي الكثيرين بما فيهم معاوية بن حديج التُجيَّبي الذي قال وهو بتونس:
 فأرسل معاوية بن أبي سفيان مائة ألف درهم لمالك بن هبيرة الكندي بغية إسكاته وتوجه معاوية بن حديج التجيبي لتعقب محمد بن أبي بكر الصديق وقتله بأن أدخله في جوف حمار ميت وأحرقه وقيل أن قريبا لابن خديج يدعى بجاد التُجيبي كان من أحرق محمد بن أبي بكر. كان معاوية بن حديج من الخوارج أصلاً واستماله معاوية بن أبي سفيان وكان أحد مئة وخمسين فقدوا إحدى أعينهم خلال مواجهة أهل النوبة. حازت كندة ثلاثة عشر رأساً من رؤوس أهل بيت الحسين بن علي في معركة كربلاء. بينما كان يزيد بن زياد المعروف بأبي الشعثاء الكندي مع الحسين وقُتل في المعركة وكان في الأصل مواليا للأمويين ولكنه انحاز للحسين في أرض المعركة وروي عنه قوله:

قتل محمد بن الأشعث مسلم بن عقيل بينما كان عمرو بن عزيز الكندي وابنه عبيد الله على ربع كندة وربيعة يأخذ البيعة للحسين بن علي. ولكن محمد بن الأشعث خشي أن يقتل هاني بن عروة المرادي لمكانته في العراق وهو من حلفاء مسلم بن عقيل إذ قال محمد بن الأشعث لعبيد الله بن زياد:
 خرج حكيم بن منقذ الكندي إلى الكوفة في خيل مستنفراً الناس لثأر الحسين سنة 65 للهجرة مناديا في الناس: «يا لثارات الحسين». إلا أن الحصين بن النمير السكوني خرج لملاقاة جيش التوابين فقتل سليمان بن صرد الخزاعي والمسيب بن نجبة وقطع رأسهما وأرسلهما لمروان بن الحكم وقُتل حكيم بن منقذ الكندي في ذات المعركة. إنضم كثير من كندة للأمويين وبالذات مروان بن الحكم بحكم قرابتهم لعمرو بن سعيد الأشدق كان للحصين بن النمير السكوني الكندي دور كبير في جمع أهل اليمن إلى جانب مروان بن الحكم  وكان قبلها في جيش مسلم بن عقبة الذي استباح المدينة المنورة خلال وقعة الحرة في خلافة يزيد بن معاوية وخلف الجيش إلى مكة برغبة يزيد وحاصر عبد الله بن الزبير وضرب الكعبة بالمنجنيق. بويع لمروان بن الحكم وكان عدد من كندة يلحون على الحصين بن النمير أن يقدم خالد بن يزيد بن معاوية لإنهم أخواله. إذ قال مالك بن هبيرة الكندي للحصين بن النمير:
 فرفض الحصين وأصر على مبايعة مروان بن الحكم فبايعوا مروان في نهاية المطاف شرط تسليمهم البلقاء ويجعلها لهم فوافق بن الحكم. فكان بطنان من كندة (السكون والسكاسك) مع مروان بن الحكم في معركة مرج راهط التي ثبتت حكم مروان بن الحكم فكانت بداية المرحلة الثانية من الدولة الأموية. خرج عبد الرحمن بن محمد الكندي المعروف بـ«ابن الأشعث» صاحب الثورة المشهورة لاحقاَ على رأس خمسة آلاف مقاتل لقتال الخوارج وبُعث عدي بن عدي الكندي لقتال صالح بن مسرح التميمي الخارجي وقتله وفي سنة ثمانين للهجرة توجه عبد الرحمن بن محمد بن الأشعث الكندي إلى سجستان بعد إبادة جيش عبيد الله بن أبي بكرة من قبل الترك وكانت العلاقة بين الحجاج بن يوسف وعبد الرحمن بن الأشعث سيئة للغاية حتى إن عم عبد الرحمن دعى الحجاج بعدم إرسال عبد الرحمن الذي كان يسمي الحجاج بـ«ابن أبي رغال» وكان الحجاج كلما رآى عبد الرحمن قال: «يا لخيلائه! أنظر إلى مشيته، ولله لهممت أن أضرب عنقه» فقد كان عبد الرحمن مغروراً معتداً بنفسه وبنسبه إلى ملوك مملكة كندة وكان يجلس في مجالس أخواله من همدان ويقول:
 خرج عبد الرحمن على رأس أربعين ألف مقاتل سماه الناس بـ«جيش الطواويس» غزا عبد الرحمن بلاد الترك فعرض صاحبهم أن يدفع الخراج للمسلمين فلم يجبه عبد الرحمن حتى ضم من بلادهم جزءًا كبيراً وتوقف بسبب دخول موسم الشتاء بعث الحجاج برسالة إلى عبد الرحمن ينهاه عن التوقف وهدده بعزله وتعيين أخاه إسحق بن محمد الكندي أميراً على الناس فتشاور عبد الرحمن مع جنده وقال أنه لا ينقض رأيا رآه بالأمس ووافقه عامر بن واثلة الكناني ودعوا إلى خلع من سموه بـ«عدو الله» الحجاج  كانت تلك بداية واحدة من أعنف الثورات وأشدها على الدولة الأموية. بعث عبد الملك بن مروان بمدد للحجاج فقتل عبد الرحمن بن الأشعث مطهر بن الحر الجذامي وعبد الله بن رميثة الطائي واقتحم البصرة فبايعته البصرة وكل همدان وهم أخواله وانضم إليه القراء والتابعين مثل سعيد بن جبير ومحمد بن سعد بن أبي الوقاص وعظم شأن عبد الرحمن فخشي عبد الملك بن مروان وهلع وعرض على أهل العراق نزع الحجاج وتولية عبد الرحمن عليهم فحز ذلك في نفس الحجاج كثيراً  استمر خروج بن الأشعث قرابة الأربع سنين وخاض بضعا وثمانين معركة مع الحجاج وجيوشه كلها كانت لصالح عبد الرحمن إلا أن هُزم في دير الجماجم فهرب عبد الرحمن إلى بلاد الترك هو وعبيد بن أبي سبيع التميمي فأرسل الحجاج عمارة بن تميم اللخمي يطلب عبد الرحمن، فعندما أدرك الكندي أنه سيسلم إلى اللخمي آثر الانتحار على أن يسلم للحجاج وذلك سنة خمس وثمانين للهجرة 
أيام سليمان بن عبد الملك تولى البصرة سفيان بن عبد الله الكندي وتولى عبادة بن نسي الكندي ولاية الأردن أيام عمر بن عبد العزيز وكان رجاء بن حيوة الكندي مستشار الأخير وسيد أهل فلسطين  كان جعفر بن عباس الكندي رئيس شرطة عبد الله بن عمر بن عبد العزيز وقُتل هو وعاصم بن عمر بن عبد العزيز على يد الخوارج بقيادة الضحاك بن قيس الشيباني فتولى عبيد الله بن العباس الكندي ولاية الكوفة وإنضمت كندة إلى جديع بن علي الكرماني وكان محمد بن عبد العزيز قائد ميمنته في حربه مع الحارث بن سريج التميمي وصلب التميمي دون رأسه في مرو بتركستان.

كانت كندة جزءاً رئيسيا من جند فلسطين وجند حمص وتشكل إلى جانب قبائل لخم وجذام وبنو عاملة أحد الأقسام الرئيسية التي يعود إليها العرب في تلك الديار. في سلسلة الأنساب يظهر أن كندة تلتقي مع هذه القبائل الثلاث رغم أن نصوص المسند تظهر أن كندة أقرب لمذحج منهم، ولكن العلاقة بين كندة ومذحج ضعفت كثيراً في العصور الإسلامية. وقال اليعقوبي عن حمص:
في آخر أيام بني أمية، خرج عبد الله بن يحيى الكندي المعروف عند الإباضية باسم طالب الحق وهو أحد بني الشيطان من بني معاوية فهزم إبراهيم بن جبلة الكندي والقاسم بن عمر واستولى على صنعاء وحبسهما يوما وقال لهما: «إنما حبستكم خوفا عليكما من العامة وليس عليكم مكروه فأقيما إن شئتما أو إشخصا» (أي أخرجوا). وفتح خزائن الأموال في صنعاء ووزعها على الفقراء ولم يأخذ منها شيئا وخطب في أهل صنعاء
استولى عبد الله على اليمن وأرسل صاحبه المختار بن عوف الأزدي نحو الحجاز عام 745 للميلاد وأكثر المختار بن عوف في قتل أهل المدينة. في عام 749، وجه مروان قوة استطاعت قتل المختار وتخليص مكة من قبضة الإباضية فخرج عبد الله بنفسه من صنعاء والتقى الجيشان في الطائف وقُتل عبد الله وعاد بقية جيشه. وعبد الله بن يحيى كان من بني معاوية أما السكون والسكاسك فكانوا في جيش مروان بن محمد حتى مقتله. كان أبو جمل بن عمرو بن قيس الكندي عامل قنسرين ونمير بن يزيد الكندي على حمص أيام مروان بن محمد. وعندما أرسل عبد الله بن يحيى الكندي رسله إلى مصر يبلغهم دعوته، تبعته أقوام من تُجيَّب فأخرجهم حسان بن عتاهية التُجيبي وقتلهم. كان حسان بن عتاهية التُجيبي قد تولى ولاية مصر لفترة قصيرة بعد حفص بن الوليد الحضرمي، ولكنه خفض مرتب الجند فثاروا عليه بقيادة ثابت بن نعيم الجذامي الذي دعا لخلع مروان بن محمد. فأخرج الجذامي ابن عتاهية التجيبي وأعاد الوليد بن حفص الحضرمي على ولاية مصر.
بعد مقتل مروان بن محمد ونبش العباسيين لقبور بني أمية وتمثيل الجثث داخلها كان كثير من كندة وبالذات من السكون مع عبد الرحمن الداخل وأقام بنو تجيب وبنو الأفطس وبنو ذي النون وبنو صمادح وكلهم من السكون دويلات بالأندلس من الفترة في ثمان مائة وثمانية وثمانين ميلادية حتى ألف وأربعة وتسعين. استقر بنو تجيب في قلعة أيوب وداروكا في منطقة أراغون في سرقسطة. كانوا طبقة أرستقراطية ولهم نفوذ وتأثير كبير في المنطقة وقاتلوا المولدين الأندلسيين أول حاكم منهم على سرقسطة كان محمد الأنقر كانوا يعترفون بالدولة الأموية في الأندلس ولكنهم كانوا يحكمون بشكل مستقل فعليا. تولى عبد الله بن عبد الرحمن بن معاوية بن حديج مصر أيام أبو جعفر المنصور عام 769 ثم خلفه أخوه محمد بن عبد الرحمن عام 773 الذي جعل العباس بن عبد الرحمن التجيبي رئيس شرطة مصر. وقُتل محمد بن عبد الرحمن التجيبي من قبل الأقباط المصريين بعد ثمانية أشهر على ولايته فتوجه عبد الله بن المهاجر التُجيبي إلى منطقة اسمها بلهيب في مصر وقاتل الثوار الأقباط وهزمهم. خلال ثورة دحية بن مصعب الأموي في مصر ضد العباسيين، وقف بعض تُجيَّب إلى جانبه مثل يوسف بن نصير التجيبي. إلا أن الوالي عسامة بن عمرو المعافري تمكن من قتل يوسف بن نصير التجيبي لاحقا عام 758 في الشرقية بمصر. في الوقت ذاته، تعقب إبراهيم بن الأومر التجيبي وبحر بن شراحيل التجيبي المغيرة بن نشر الأزدي وكان قائد جيش دحية بن مصعب الأموي فقتلوه وهو ما أثر على معنويات أنصار دحية كثيراً. ثم تولى محمد بن هبيرة بن خديج التجيبي الإسكندرية ولكنه قُتل عندما خرج لقتال السري بن الحكم. توجه محمد بن هبيرة ودارت معركة بينه وبين أنصار السري بن الحكم في أحد أسواق الفسطاط وثارت غبرة فجأة فسقط ابن هبيرة من فرسه وانكسرت رجله، فقتله أنصار السري وانكسرت معنويات المصريين بمقتل ابن هبيرة.

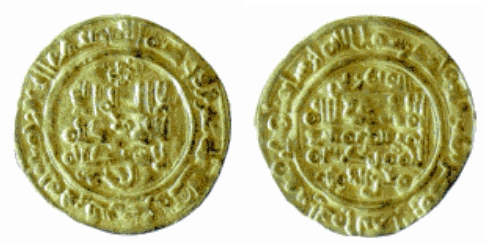
دينار ذهبي عليه اسم يحيى المظفر التجيبي في سرقسطة

في سرقسطة، تحالف محمد بن هاشم التجيبي مع راميرو الثاني ملك ليون ضد الخليفة الأموي عبد الرحمن الناصر فسير الناصر جيشا لحصار سرقسطة واضطر الناصر إلى مصالحة محمد بن هاشم لما كان يتمتع به من قدرة إدارية وحجم العصبة والأنصار المؤيدة له ولأسرته في الثغر الشمالي للأندلس. إنقسم بنو تجيب بقيادة يحيى بن عبد الرحمن التجيبي ومعن بن عبد العزيز التجيبي إثر تحالف يحيى بن عبد الرحمن مع عبد الله ابن محمد بن أبي عامر ضد والده محمد بن أبي عامر المعافري فتم إعدام الرجلين بأمر من معن بن عبد العزيز التجيبي وتوسع بنو تجيب فسيطروا على وشقة. تزايدت الخلافات بين بنو تجيب فطرد المنذر بن يحيى التجيبي محمد بن أحمد بن صمادح إلى فالنسيا فأقام إبنه معن بن محمد إمارة بنو صمادح في ألمرية حكم بعده محمد بن معن بن صمادح ثم ابنه عبد الله بن محمد بن صمادح وكان آخر أمراء بنو صمادح وهرب خارج البلاد بعد تهديد المرابطين وسلم السلطة لأخيه الذي سلمها للمرابطين في 15 مايو 1091 للميلاد. أما أبناء عمومتهم، فقد حارب المنذر بن يحيى التجيبي شانجة الثالث ملك مملكة نافارا وخلفه ابنه يحيى المظفر. تحالف يحيى مع ملك طليطلة وتزوج زواجا سياسيا من أخت إسماعيل الظافر وحرص على علاقات طيبة مع سليمان بن هود الذي كان قاضي لاردة وتطيلة ومؤسس دولة بنو هود الذين أسقطوا التجيبيين لاحقاً. خاض المظفر معارك عديدة مع غارسيا سانشيز الثالث وشن حملة على ناجرة. قام المظفر بتوسيع المسجد الكبير في سرقسطة، كان المسجد قد بُني قبل أيام المظفر على يد حنش بن عبد الله الصنعاني. تولى بعده ابنه المنذر الثاني لمدة سنتين حتى تم اغتياله من ابن عمه عبد الله بن حكم التجيبي. استغل بنو هود الفوضى والانقسام لينقضوا على سرقسطة وسط تأييد من السكان الذين كانوا يكرهون عبد الله بن حكم 
أما بنو الأفطس، فيُقال أنهم أمازيغ مستعربون  ونفس الشيء قيل بشأن بنو ذي النون. بينما ذكر ابن خلدون أنهم من بنو تجيب  حكم بنو الأفطس بطليوس وكان بينهم وبين بني عباد حروب كثيرة أنهكتهم وأعدم آخر ملوكهم عام 1094 على يد المرابطين.
وظهر عدة شعراء في سرقسطة خلال أيام التجيبيين مثل يوسف بن هارون الكندي الرمادي نسبة إلى رمادة وهو من قال:
ويعد أبو بكر بن محمد التجيبي المعروف باسم «ابن باجه» (باللاتينية: Avempace) من أوائل فلاسفة الأندلس وعاش محمد بن الحسين الكتاني المذحجي في سرقسطة أيام التُجيبيين. وعاش الفيلسوف يعقوب بن إسحق الكندي الذي ينتمي لبني معاوية الأكرمين في نفس الحقبة تقريباً. ومن الوزراء اليهود للتجيبيين كان يكتوئيل بن إسحق والشاعر والفيلسوف اليهودي سليمان بن جبيرول الذي قُتل خلال تمرد عبد الله بن حكم. ومن العلماء التجيبيين بالأندلس إبراهيم بن يحيى الزرقالي التجيبي والقاسم بن يوسف التجيبي والشاعر ابن ليون التجيبي.

## فروع كندة
تنقسم قبيلة كندة إلى فرعين رئيسين هما:

### بنو معاوية
وتفرعوا إلى (بدَّا – الرائش – وهب – الحارث الأصغر – عمرو بن معاوية – ذُهل)
ومن بني الحارث الأصغر (الطُّمح – الحوت – بنو هند أو بنو مالك – الشيطان – بكر – معاوية الأكرمين)
ومن بني عمرو بن معاوية (السِّمط – آكل المرار – الحارث الولادة)
ومن بني معاوية الأكرمين (العاتك – وهب بن ربيعة – جبلة بن عدي – حجر بن عدي)
ومن آكل المرار (عمرو المقصور – الجون)
ومن حارث الولادة (مقطع النجد – حجر القرد – بنو عبد الله)

### بنو أشرس
وتفرعوا إلى (السكون – السكاسك)
ومن بني السكون (بنو ثعلبة بن عقبة – بنو عياض – بنو شُكامة - بنو تجيب)
ومن بني السكاسك (الخداش – الأخدرون – الأنشور – القصاقصة – الجساس)

## لهجة بني كندة
اكتشفت عدة نصوص مدونة بخط المسند في قرية الفاو تعود إلى القرون الأولى للميلاد بلغة أسماها المستشرقون «شبه سبئية» وتعد ونقش النمارة من أقدم النقوش القديمة بلغة قريبة من العربية التي دون بها القرآن لإنهم استخدموا أداة التعريف «ال» بدلاً عن النون في آخر الكلمة فاللغة «شبه سبئية» وتختلف إلى حد ما عن اللغة المدونة في النقوش السبئية في مأرب وصنعاء وغيرها ولاحظ العلماء اختلاف أسماء زعماء كندة في نصوص المسند عن أسماء همدان وحمير وهي دلالة أن بني كندة كانوا يتحدثون بلهجة مختلفة عنهم نقوش قرية الفاو بالإضافة لنقش هند بنت الحارث في الحيرة والذي يخلد بناء دير هند الكبرى هما الشاهدان الماديان الوحيدان على لهجة كان يتحدثها أبناء كندة، والنقش في الحيرة دون بعربية صريحة في القرن السادس الميلادي ولكن كنقش النمارة، شابته اللغة السريانية علماء اللغة العربية الأولين استشهدوا بلسان بني كندة وشعرائهم كثيراً وقد قال محمد بن أبي نصر الحميدي الأندلسي:
| كندة (قبيلة) | فتح الشعر بكندة وختم بكندة | كندة (قبيلة) |